# IC 845
IC 845 је спирална галаксија у сазвјежђу Дјевица која се налази на листи објеката дубоког неба у Индекс каталогу.
Деклинација објекта је + 12° 4' 43" а ректасцензија 13h 4m 57,5s. Привидна величина (магнитуда) објекта IC 845 износи 14,7 а фотографска магнитуда 15,5. IC 845 је још познат и под ознакама MCG 2-33-53, CGCG 71-107, PGC 45234.